# キヤノンマーケティングジャパン
キヤノンマーケティングジャパン株式会社（英: Canon Marketing Japan Inc.）は、東京都港区に本社を置き、日本市場におけるキヤノンブランド製品の直販、卸売や修理などのサポートなどを行う日本の企業である。
親会社のキヤノン共々東京証券取引所プライム市場上場（親子上場）。本社は品川グランドコモンズ地区に位置する、キヤノンSタワーである。
「サービス創造企業グループ」への変革を目指して構造改革を行っており、キヤノン製品の販売・サポートに加え、ITソリューションビジネスの拡大や産業・医療分野への進出、海外でのビジネス展開にも力を入れている。

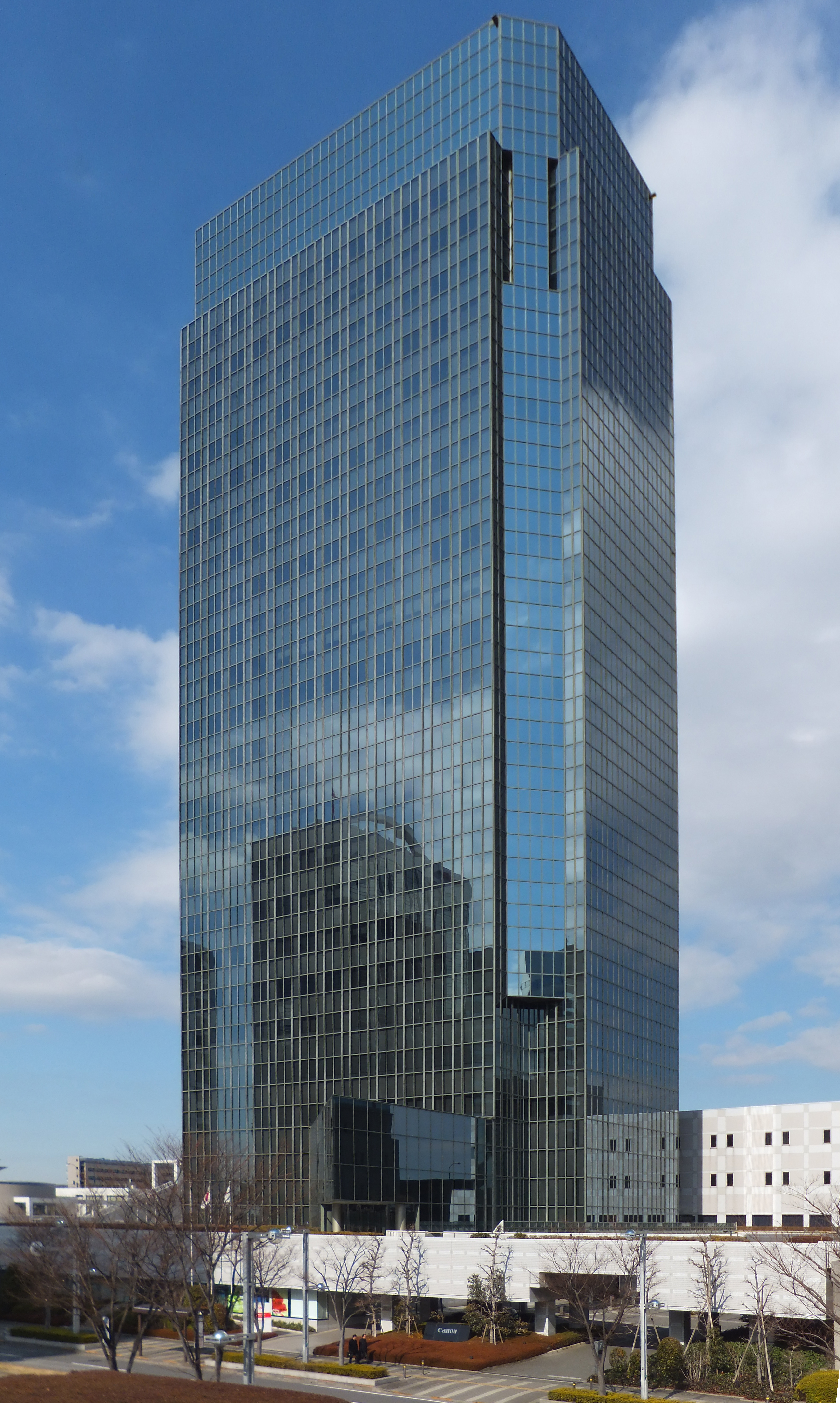
キヤノンマーケティングジャパン幕張事業所ビル（幕張新都心）

## 主なビジネスユニット（BU）

### コンスーマ ビジネスユニット
主に量販店を通じて、個人・SOHO向けの情報機器を販売している。また、個人向けのECサイト「キヤノン・オンラインショップ」による販売も行っている。コンスーマBUの2020年の売上構成比は約22%である。
主な取り扱い製品・サービス
- デジタルカメラ
- デジタルビデオカメラ
- インクジェットプリンター
- スキャナー
- 電卓・電子辞書

### エンタープライズ ビジネスユニット
大手企業を対象に、入出力デバイスの販売のほか業種ごとの顧客ニーズに対応したITソリューションやサービスを提供している。グループ内にキヤノンITソリューションズなどのSIerを抱え、情報システムの構築・保守なども行う。2012年から自社のデータセンターを運営しており、システム運用支援やクラウドを活用したサービスなどITインフラ・サービス事業の拡充を図っている。
エンタープライズBUの2020年の売上構成比は約30%である。
主な取り扱い製品・サービス
- 複合機 (MFP) やプリンター (LBP) などの入出力機器
- 業種別のシステム提供・SI（製造・建設、金融、流通・サービス、公共、文教、医療、出版など）
- クロスインダストリーソリューション（ERP、CRM、EDI、マイグレーション、セキュリティなど）
- 基盤構築（サーバー環境構築、ネットワーク構築）
- アウトソーシング（iDC、BPO）
- パッケージソフトウエア
- サーバー、ビジネスPC、ネットワーク機器等

### エリア ビジネスユニット
自社・グループ内の直販部門、および全国の販売パートナー企業を通じて、法人向けの情報機器やソリューションを販売している。また、法人・個人事業主向けのECサイト「コレモール」による販売も行っている。
2020年の売上構成比で約42%を占める、同社グループの最大のBUである。
主な取り扱い製品・サービス
- オフィス向け複合機 (MFP)
- レーザープリンター (LBP)
- 大判プリンター
- 液晶プロジェクター
- ネットワークカメラ
- セキュリティ

### プロフェッショナル ビジネスユニット
自社の直販部門およびグループ企業を通じて、各市場に特化した製品やソリューションを販売している。
プロフェッショナルBUの2020年の売上構成比は約6%である。
- プロダクションプリンティング

主に印刷業向けに連帳機及びカット紙高速プリンターを提供
- 産業機器

主に半導体メーカー及びその他電子デバイスメーカー等を対象に、半導体製造装置、検査計測装置等を提供
- ヘルスケア

医療機関向けの各種モダリティ、ITシステム、それらを組み合わせたソリューション及び薬局向けの調剤機器やITシステム等を提供

## 沿革
- 1968年 - キヤノン事務機販売、キヤノン事務機サービスを設立。
- 1969年 - キヤノンカメラ販売を設立。
- 1971年 - キヤノン販売に一本化。
- 1981年 - 東京証券取引所市場第2部に上場。
- 1983年 - 東京証券取引所市場第1部に指定替え。
- 1994年 - 幕張本社ビル竣工。
- 2003年 - キヤノンSタワー竣工、本社を移転。
- 2006年 - 商号を「キヤノンマーケティングジャパン」に変更。
- 2010年 - 半導体露光装置事業をキヤノン株式会社に営業譲渡。
- 2011年 - 昭和情報機器をTOBで買収。
- 2023年 - 東京日産コンピュータシステム（現・TCS）を買収。

## 主な関連会社
以下の会社は、基本的にキヤノンマーケティングジャパンの子会社であり、キヤノン株式会社の孫会社である。

### エンタープライズ ビジネスユニット
- キヤノンITソリューションズ株式会社 - SIおよびコンサルティング、ITサービス、各種ソフトウエアの開発・販売）
- クオリサイトテクノロジーズ株式会社 - Javaに特化したシステム開発、データセンター運営・維持と付帯するサービス）
- TCS株式会社
- Canon Software America, Inc. - グループ企業向けの各種ビジネスアプリケーションの開発
- Canon IT Solutions （Thailand） Co., Ltd.  - タイ、ベトナムのグループ企業の事業統括
- Material Automation（Thailand）Co., Ltd. - ITハードウエアからソフトウエアに関わる提案、販売、サービスの提供
- ASAHI-M.A.T. Co., Ltd. - タイ国内におけるCAD/CAM/CAEの販売、サポート
- MAT Vietnam Company Limited - ITハードウエアからソフトウエアに関わる提案、販売、サービスの提供

### エリア ビジネスユニット
- キヤノンシステムアンドサポート株式会社 - キヤノン製品および他社製ITソリューションなどのコンサルティング・販売・サポート・保守サービス
- エーアンドエー株式会社 - 3D CADソフトウェア「VectorWorks」の日本語ローカライズを含む国内独占販売および関連ソフトウェアの企画・開発・販売

### プロフェッショナル ビジネスユニット
- キヤノンプロダクションプリンティングシステムズ株式会社 - プロダクション印刷機器および消耗品の販売、保守サービスの提供、ワークフローシステムなどの開発、提供、印刷サービスの提供など
- キヤノンITSメディカル株式会社 - 医療ヘルスケア分野向けITソリューションの提供・SI開発、ネットワーク・ハードウエア構築

### BPOサービス
- キヤノンビズアテンダ株式会社 - コンサルティング、事業支援BPO、バックオフィスBPO、オフィスサポートアウトソーシング、コンタクトセンターアウトソーシング、人材派遣など、各種サービス
- キヤノンビジネスサポート株式会社 - キヤノンマーケティングジャパングループのオフィスサービス、BPO関連サービス

### サービス＆サポート
- キヤノンカスタマーサポート株式会社 - キヤノン製品を中心としたお客様相談センター運営、テクニカルサポート業務、パーソナル向け製品の修理・メンテナンス受付窓口業務、フォトビジネス業務

## 撤退した事業
- ゼロワンショップ事業

かつてはApple Computerの日本総発売元、日本IBMの特約販売店であり、東京など全国主要都市に、キヤノンやアップル、IBMなどの主要メーカのパーソナルコンピュータやオフィスコンピュータ、キヤノン製OA機器など関連商品の販売を行う「ゼロワンショップ」を展開していた。1992年頃までMacintoshを独占販売していた。
しかし、アップル製品の流通ルートの多様化や、低価格販売の家電量販店に押され、2002年頃までに店舗事業から撤退した。
- PC開発事業

キヤノン株式会社より事業を継承し、「INNOVA」の名称で自社ブランドのPCを開発・販売していた。
- セグウェイ

日本SGIが国内総販売元であった電動立ち乗り二輪車「セグウェイ」を、2007年6月より法人向けに販売開始していた。以前、日本SGIに10%の出資をし、提携関係にあった。